# 長文クイズ
長文クイズ（ちょうぶんクイズ）は、1990年代前半に発生した、クイズの中でも比較的問題文が長いものである。短文クイズに、「正解に関する深い知識」を挿入して作成されるケースが多い。

## 概要
最近では、アマチュアが主催するクイズ大会での早押しクイズのような、「一問一答」のケースで出題されることがある。
「問題文の文字数が多いものを長文クイズと呼ぶ」という点はクイズマニアの間で一定の合意が成されているが、「何文字以上の問題文が長文か」の定義については成されていない。「～～とは何でしょう？」といった「これ以上文章を短くしようがない」質問文に、「前フリ」と呼ばれる情報を多く追加した問題文が「長文クイズ」だ、と解釈されている。
「前フリ」とは、「その問題の正解となる単語」について深く調べた結果わかった「マイナーな知識」を問題文に付け加えるために作られる文節である。これらの情報を問題文に付け加える際には「かなりマイナーな知識」を最初に述べ、その後に少しずつメジャーであろう知識を付け加えていきながら問題文として成立させるという流れを経ることが多い。長文クイズを採用すると、特に早押しクイズにおいて「このマイナーな情報だけでも正解を出せる」という圧倒的な知識量を持つ者が有利となる。そのため、日本のクイズシーンでは「知識の広さ」のみならず、「知識の深さ」も問うことができるようになった。それが各地で受け入れられ、「長文クイズ」は日本全国に広まっている。
なお、「前フリをどれだけ付け加えてもいいか」については、各種クイズ大会・クイズサークル（同好会）の歴史的土壌などにより、千差万別である。また、長文クイズ対策として、「『前フリになりそうな事実』そのものを覚えてしまう」という作戦（この作戦のために作成されるクイズは俗に「ガツオ風」と呼ばれる）が成立するため、結果的に「短文クイズをやっているのとほぼ同じ」に見えてしまうケースもあり、出題者と解答者の間の「知識の勝負」が白熱している。
現在、日本国内では、「長文クイズ」は「短文クイズ」よりも「比較的難しい事項が問われる」という認識が広がっている。しかし長文クイズであっても、「何を答えさせたいのか」の選定は、出題者の自由である。「非常に易しいクイズ問題に、難しい知識で構成される前フリを並べ立てて油断させる」といった行為には特段の問題はないし、実際に行われている。
なお、クイズゲームでは画面の制約上、無制限な長文クイズは作れなくなっていることが多い（クイズマジックアカデミーの場合、上限は分岐なしの場合全角60文字、分岐ありの場合全角120文字。分岐とはクイズマジックアカデミーのクイズ概要#ひっかけ問題を参照）。